# Nová hlídka
Nová hlídka (rusky Но́вый Дозор) je román žánru fantasy ruského spisovatele Sergeje Lukjaněnka. Je volným pokračováním knih Noční hlídka, Denní hlídka, Šerá hlídka, Poslední hlídka. Jedná se tedy o pátou část série Hlídky. Dalším pokračováním je román Šestá hlídka. S Hlídkami souvisí i kniha Temná hlídka od Vladimira Vasiljeva.

## Děj
Kniha je rozdělena na tři samostatné příběhy. V prvním (Mlha) zachrání Anton Goroděckij na moskevském letišti nechtěně proroka Kešu před Tygrem (stvořením, které vytvořilo šero, jehož síla je nekonečná). Anton proroka před Tygrem chrání, i když o povaze Tygra toho příliš neví. Ví se pouze, že jeho cílem je zničit proroctví, tak aby jej nikdo neslyšel, proroctví by narušilo rovnováhu sil mezi Temnými a Světlými. K ochraně proroka nehodlá pomoci ani Inkvizice. Prorokovi se podaří vyřknout tajemství v prázdném pokoji, kde ho lidé neuslyší, Anton si však pomocí hračky proroctví nahrál. 
V druhém příběhu (Bouře) se Anton snaží zjistit, co nebo kdo je Tygr. Od starého proroka v Londýně dostane dřevěný pohár, vyrobený ze stromu, do něhož on před stovkami let vyřkl proroctví.Setkáváme se znovu s temnou vědmou Arinou, která je na útěku před inkvizicí a spolu s Antonem letí na Tchaj-wan k jinému prorokovi, který přežil příchod Tygra, od něhož se dozví, že Tygr je samotné personifikované šero a že jej nelze zabít. Arina ukradne Antonovi nahrané proroctví.  
V třetím příběhu (Činy) si Anton proroctví poslechne, díky čemuž si musí vybrat mezi svou smrtí, nebo tím, že Naďa (v tomto příběhu již desetiletá absolutní Jiná) Tygra zabije (je toho jediná schopná a právě o ní je proroctví, kterého se Tygr bojí). Zabitím Tygra by však zanilko i šero a přestala fungovat magie, což, jak se ukáže, je cílem Ariny. Anton situaci vyřeší tak, že když se Tygr objeví, vytvoří neproniknutelný Sarkofág času, do kterého se s Arinou uzavře. Proroctví je tak odděleno od světa. Pro Tygra však ani Sarkofág času není překážka a ve strachu, že by jeho dcera raději zničila šero než by přišla o otce, Antona vytáhne ven. Arina v sarkofágu zůstane. Po slibu, že proroctví už nikdy neuslyší žádný člověk, Tygr mizí.